# قطعنامه ۲۷۵۸ مجمع عمومی سازمان ملل متحد
قطعنامه ۲۷۵۸ مجمع عمومی سازمان ملل متحد (انگلیسی: United Nations General Assembly Resolution 2758) در پاسخ به قطعنامه ۱۶۶۸ مجمع عمومی سازمان ملل متحد که مستلزم هرگونه تغییر در نمایندگی چین در سازمان ملل متحد با دو سوم آرا با اشاره به ماده ۱۸ منشور ملل متحد بود، به تصویب رسید. این قطعنامه در ۲۵ اکتبر ۱۹۷۱ به رسمیت شناخته شد. در این قطعنامه جمهوری خلق چین (PRC) را به عنوان «تنها نماینده قانونی چین در سازمان ملل» به رسمیت شناخت و «نمایندگان چیانگ کای‌شک» را از سازمان ملل حذف کرد.